# Minettia cana
Minettia cana är en tvåvingeart som beskrevs av Axel Leonard Melander 1913. Minettia cana ingår i släktet Minettia och familjen lövflugor. Inga underarter finns listade i Catalogue of Life.